# Blair Atholl
Blair Atholl (aus dem Gälischen: Blàr Athall) ist ein kleines Dorf in der Grafschaft Perthshire in Schottland. Es liegt 56 km nördlich von Perth am Zusammenfluss der Flüsse Tilt und Garry an einer relativ flachen Stelle im Zentrum der Grampian Mountains. Der gälische Ortsname Blair (von blàr = flach, eben) weist darauf hin. Atholl, was „neues Irland“ oder „Weg nach Norden“ bedeuten kann, ist die historische Bezeichnung für die Umgebung des Ortes. Der Ort liegt im Cairngorms National Park.

## Vorgeschichte
1986 wurde an der Brücke über den Tilt in der Nähe von Blair Atholl eine der ältesten piktischen Bestattungen aus dem 5. oder 6. Jahrhundert in einem Steinkistengrab gefunden. Der etwa 45-jährige Mann stammte – wie Isotopenanalysen gezeigt haben – vermutlich von den Äußeren Hebriden oder sogar aus Irland, was möglicherweise im Zusammenhang mit der Missionstätigkeit von Iona zu interpretieren ist. Sein Gesicht wurde rekonstruiert.

## Verkehr
Der Ort liegt an der A9, der längsten Straße Schottlands, die von der Falkirk council area in Zentralschottland nach Thurso an die Nordspitze Schottlands führt. Bis in die 1980er Jahre verlief die Straße direkt durch den Ort.
Blair Atholl besitzt einen Bahnhof an der Highland Main Line zwischen Perth und Inverness.
Nördlich des Ortes liegt der Pass of Drumochter (Schottisch-Gälisch: Bealach Druim Uachdair), der die Hauptverbindung zwischen den Highlands im Norden und den Southern Uplands ist.

## Tourismus

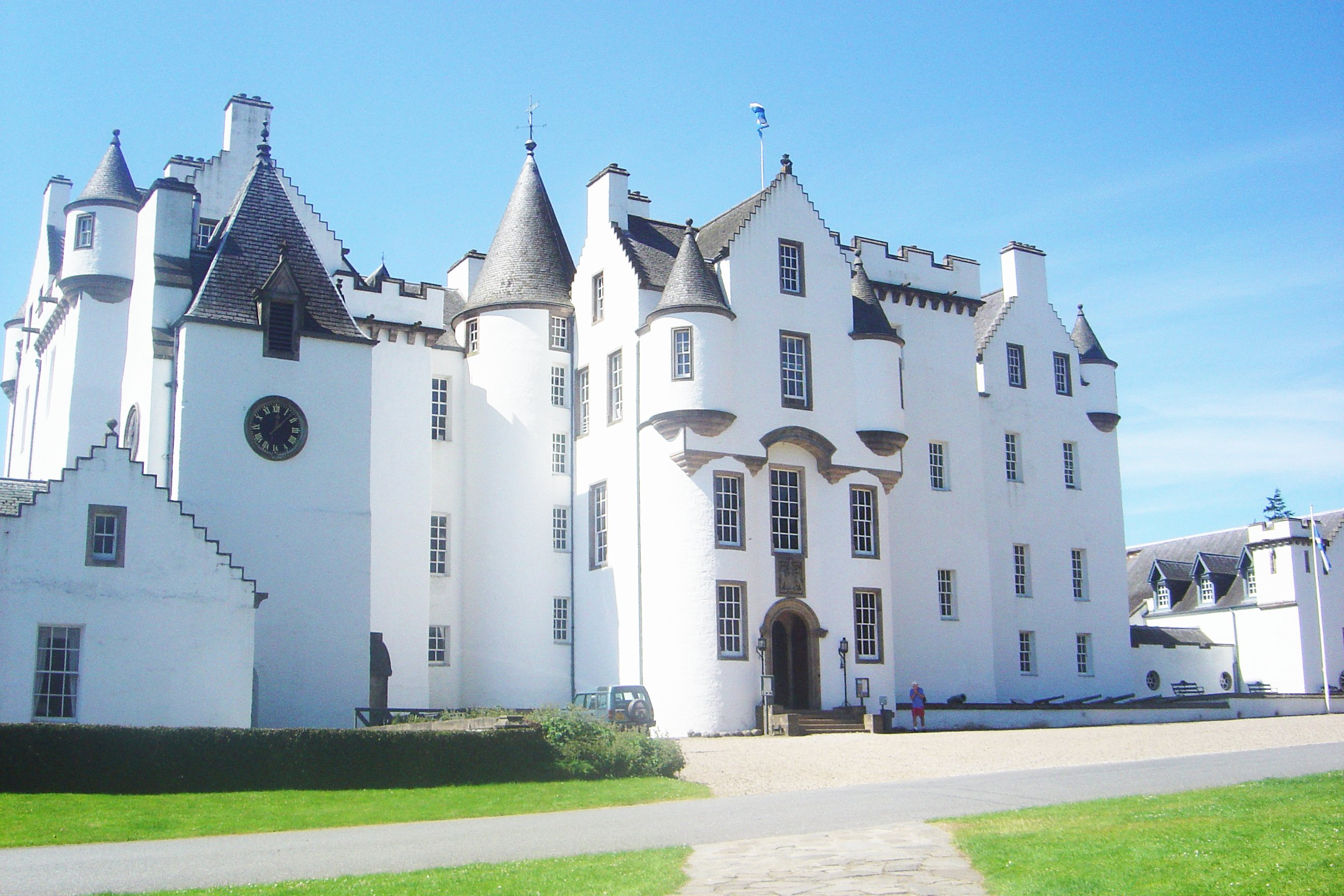
Blair Castle

Touristisch wird der Ort von der „Blair Atholl Area Tourism Association“ betreut, die die Orte Bridge of Tilt, Blair Atholl, Bruar, Calvine, Killiecrankie und Struan umfasst. Bei den entsprechenden Urlaubsplanungen unterstützt ebenfalls der Atholl Estates Ranger Service.
Wegen seiner zentralen Lage wird der Ort vor allem von Wanderern und Mountain-Bikern als Ausgangs- und Endpunkt für Touren in die Highlands genutzt. Wegen des Fischreichtums der Flüsse ist er bei Anglern sehr beliebt. Dieser Bedeutung tragen auch zwei Hotels („The Atholl Arms Hotel“ und „The Bridge of Tilt Hotel“) sowie zahlreiche Pensionen und Bed-and-Breakfast-Möglichkeiten Rechnung. Auf dem Gelände von Blair Castle liegt ein großer Campingplatz, wo seit 1946 alle zwei Jahre das internationale Pfadfinderlager Blair Atholl Jamborette stattfindet.

## Attraktionen
- Atholl Country Life Museum: Dieses örtliche Museum zeigt die Geschichte des Ortes und der Einwohner mit einigen Ausstellungsstücken.
- Blair Atholl Mill: Diese Wassermühle ist das älteste Gebäude des Ortes und stammt vom Anfang des 19. Jahrhunderts. Sie ist immer noch in Betrieb und kann besichtigt werden. In ihr werden Mehl und Haferflocken hergestellt.[4]
- St Bride’s Kirk: eine Kirchenruine, bei der auch einige der Herzöge von Blair Castle beerdigt sind.[5]
- Hercules Garden: eine Gartenanlage, deren Ursprünge im 18. Jahrhundert liegen.[6]
- Schlosspark: Im Schlosspark finden jährlich im Mai die „Atholl Highlanders’ Parade“ und die „Atholl Gathering & Highland Games“ statt.
- Blair Castle Horse Trials: An einem Wochenende jeweils Ende August findet auf dem Gelände von Blair Castle das wichtigste schottische Turnier im Vielseitigkeitsreiten statt (ein CCI 3*). Nach Veranstalterangaben besuchen jährlich über 40.000 Zuschauer das Turnier.[7] Im Jahr 2015 wurden anstelle der Horse Trials hier die Vielseitigkeits-Europameisterschaften durchgeführt.
- Der Clach na h-Iobairt ist ein Menhir nahe dem "House of Bruar" und der B8079 westlich von Blair Atholl.[8]
- Der Na Clachan Aoraidh ist ein Steinkreis beim Ort.[9]